# Обсерваторія Маунт-Леммон
32°26′31″ пн. ш. 110°47′20″ зх. д. / 32.442° пн. ш. 110.789° зх. д.
32°26′31.2″ пн. ш. 110°47′21.5″ зх. д. / 32.442000° пн. ш. 110.789306° зх. д.

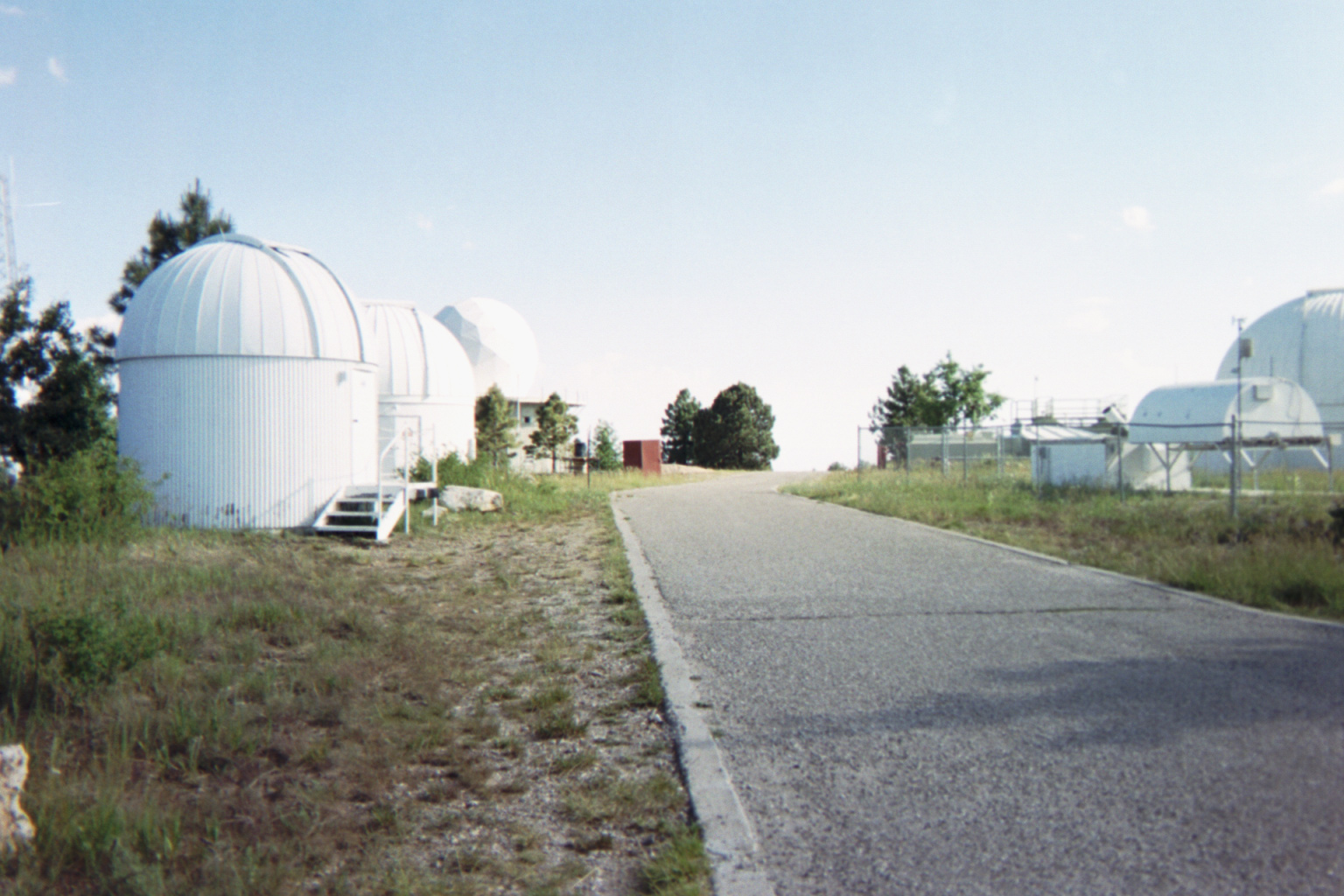
Обсерваторія Маунт-Леммон.

Обсерваторія Маунт-Леммон (англ. Mount Lemmon Observatory) — астрономічна обсерваторія, заснована в 1963 році в Coronado National Forest, Аризона, США. В 2008 р. Аризонський університет організував на базі обсерваторії астрономічний освітній центр Mount Lemmon SkyCenter.
Розташована на висоті 9157 футів на горі Леммон, що в горах Каталіни, приблизно за 28 км на північний схід від Тусона в окрузі Піма.

## Історія обсерваторії
З 1956 по 1969 року місцевість застосовувалося для радіолокаційних спостережень ВВС США та попередження про польоти ворожих ракет або літаків. На цій території були шахти для стратегічних ракет Titan II. З 1970 року в цій місцевості (гори Леммон і Бігелоу) керівництво астрономічними спостереженнями веде Обсерваторія Стюарда, що входить до складу університету Аризони. На початку 1960-х років було побудовано 61-дюймовий телескоп для ІЧ-оглядів, підготовки Місячного атласу перед польотами Аполлонів на Місяць і пошуку навколоземних астероїдів.

## Інструменти обсерваторії
На горі Леммон:
- 20-дюймовий Jamieson
- 32-дюймовий Schulman
- 40-дюймовий (обсерваторія Стюарда)
- 40-дюймовий Korea Astronomy and Space Science Institute (KASI)
- 60-дюймовий (обсерваторія Стюарда: Каталінський огляд)
- 60 inch, f/15, Dahl-Kirkham telescope, спостерігає в ІЧ-діапазоні, Cassagrain (1970 р.) (University of Minnesota)

На горі Бігелоу:
- 61-дюймовий (обсерваторія Стюарда) (1963 р.)
- 30-дюймовий телескоп Шмідта (обсерваторія Стюарда / Каталінський огляд)

## Напрями досліджень
- ІЧ-астрономія
- Моніторинг комет і спалахів нових зір
- Пошук навколоземних астероїдів

## Основні досягнення
- Всього 258 астрометричних вимірювань опубліковано з 2009 по 2010[2]
- В обсерваторії проводився Огляд Маунт-Леммон (у проекту є свій власний код в Центрі малих планет) під час якого було відкрито багато малих тіл Сонячної системи
- Складання атласу Місяця перед польотами Аполлонів.